# Cacho Castaña
Humberto Vicente Castagna (Flores, Buenos Aires, 11 de junio de 1942-Buenos Aires, 15 de octubre de 2019), conocido por su nombre artístico Cacho Castaña, fue un cantante, compositor y empresario argentino, que emergió como un ícono de la esencia porteña en Buenos Aires. Sus inicios fueron como pianista en distintas agrupaciones de tango. Asimismo, incursionó en la industria cinematográfica.
En la década de los ´60, su voz resonaba en programas televisivos. A lo largo de cinco décadas de carrera, compuso cientos de canciones de las cuales sólo publicó cerca de 200. Entre ellas se encuentran auténticos himnos del cancionero popular como "Septiembre del 88", "Ojalá que no puedas", "Garganta con arena" y "Café la Humedad", piezas que también se inmortalizaron en las voces de diversos intérpretes. Sus canciones destilan relatos reflexivos extraídos de lo cotidiano, enriquecidos con atmósferas nocturnas, toques de humor y, en muchas ocasiones, pinceladas autobiográficas.

## Biografía
Fue el tercer hijo del matrimonio entre don Antonio (Toni) Castagna, comerciante italiano de calzado, y Rosa Curra. La vocación y el amor de Cacho Castaña por la música comenzaron en la niñez. A los 14 años ya era profesor de piano. Empezó como pianista en orquestas de tango, y en la segunda mitad de la década de 1960 se presentó como cantante en programas "ómnibus" (programas de más de 6 horas en vivo) que los sábados destinaban su primera hora a nuevas voces, en Canal 9. 
Formó el grupo Beto y los Huracanes, junto a Bingo Reyna (guitarra), Kuky (batería), Alfredo (guitarra rítmica) y Juan (bajo), dando sus primeros pasos como vocalista.
Autor de muchos éxitos como Café La Humedad, Lo llaman el matador, La reina de la bailanta, Señora si usted supiera, Garganta con arena (dedicado a Roberto Goyeneche), Tita de Buenos Aires (dedicado a Tita Merello), La gata Varela (dedicado a Adriana Varela), Septiembre del 88, Ojalá que no puedas, Quieren matar al ladrón (en coautoría) o Para vivir un gran amor (cortinas musicales de Un mundo de veinte asientos y Amar después de amar), entre otras. Obtuvo el Premio Gardel en 2005, por su álbum Espalda con espalda. 
También actuó y compuso música para el cine y la televisión. Fue un reconocido simpatizante del Club Atlético San Lorenzo de Almagro, participando como artista invitado en los festejos del centenario de su fundación en 2008.
En el verano de 1995 tuvo una relación fugaz con la actriz y vedette Silvia Peyrou. Ella tuvo un hijo llamado Santino al que Cacho, en un principio, no reconoció. Tras una mediática batalla legal sí lo hizo, aunque luego pruebas de ADN demostraron que Cacho no era el padre biológico.
En 2008 compuso, junto a Valeria Lynch, la canción Por amor a vos, la cual sería cortina musical de la telecomedia Por amor a vos en Canal 13. 
En sus últimos años, su adicción al tabaco provocó que el popular artista debiera ser internado en varias oportunidades. En septiembre de 2011 debió permanecer en terapia intensiva en el Sanatorio Los Arcos, a raíz de un síndrome bronquial agudo acompañado de fiebre; y fue en el 2005 que tuvo una situación médica límite cuando se le efectuó una compleja angioplastia coronaria de urgencia en el Instituto del Diagnóstico por el cardiólogo argentino Luis De la Fuente, quien le colocó 3 stents con medicamento.
En 2012, participó de la exitosa novela Dulce amor, protagonizada por Sebastián Estevanez, Juan Darthés y Carina Zampini, en donde interpretó a Vicente Guerrero, el exmarido de Isabel (Georgina Barbarossa) y papá de Marcos (Sebastián Estevanez) y Flor (Micaela Vázquez) en la ficción.
En 2013, participó del programa de televisión Buenos Muchachos, que se emitía en C5N los días sábados, con la conducción de Beto Casella y junto al exfutbolista y director técnico Bambino Veira, el exmánager de futbolistas Guillermo Coppola y el también exdirector técnico Coco Basile, quienes contaban sus anécdotas y experiencias de vida. En noviembre de ese año dejó el programa por internas con la producción.
También en 2013 participó en la primera temporada del programa Tu cara me suena, en Telefe, conducido por Marley, en el cual había 8 participantes pertenecientes al ambiente artístico que debían aprender a imitar a un artista, caracterizándose e interpretando sus canciones. Cacho Castaña, dentro de este concurso, cumplió el rol de jurado junto a Joaquín Galán y Elizabeth Vernaci. Castaña abandonó este programa porque ya tenía planeado realizar shows en el país.
En 2014 volvió a ser jurado en la segunda temporada del mismo programa, pero desde la cuarta gala debió ser reemplazado por diversos artistas (Zeta Bosio, Miguel Ángel Cherutti, Sergio Denis, Carmen Barbieri, Soledad Pastorutti, Valeria Lynch, Natalia Oreiro, Patricia Sosa, Axel, Paz Martínez, Carlos Baute, Juan Darthés, Antonio Gasalla, Carlos Vives, Humberto Tortonese, Santiago Segura y Cris Morena) debido a sus problemas de salud.
En octubre de 2014 debió ser internado en el Sanatorio Los Arcos tras sufrir un accidente doméstico que le provocó una fractura del cuello de fémur, lo que requirió una cirugía de cadera, que resultó exitosa, pero complicó su evolución el desarrollo de una infección respiratoria, por lo cual debió recibir antibióticos. Pasó varias semanas conectado a un respirador bajo medicación sedante y con apoyo de fármacos vasoactivos para apuntalar su función cardiocirculatoria, siendo su pronóstico delicado durante ese lapso.
Luego de pasar por ese trance, fue dado de alta y trasladado a una clínica de rehabilitación.

## Fallecimiento
Cacho Castaña falleció a los 77 años el 15 de octubre de 2019 debido a complicaciones por su EPOC.

## Reconocimientos
Los discos más emblemáticos de su carrera, como Soy un tango, Cacho de Buenos Aires y Buenos Aires lado B, jugaron un papel fundamental en la definición del género musical ciudadano contemporáneo, lo que elevó a Castaña a un nuevo nivel de popularidad. Estas producciones le valieron el reconocimiento con el Premio ACE como el Mejor Solista de Tango y el galardón FE 2001 de la Fundación Estirpe, otorgado al Mejor Compositor argentino.
Acumuló quince discos de oro y otros quince de platino a lo largo de su carrera. En 2004, su espectáculo Soy un Tango lo convirtió en acreedor del Premio Estrella de Mar a la Mejor Labor Individual. Un año después, en 2005, obtuvo el Premio Gardel por su álbum titulado Espalda con espalda. Además, en ese mismo año, fue honrado con el Diploma al Mérito de los Premios Konex a la Música Popular, en la categoría "Autores/Compositores de Tango".
En 2008, su colaboración con Valeria Lynch en la canción "Por amor a vos", utilizada en la comedia televisiva del mismo nombre transmitida por Canal 13, le valió el Premio Martín Fierro. En el mismo año, la Legislatura Porteña lo declaró Ciudadano Ilustre en reconocimiento a su contribución a la cultura. También en 2008, recibió una nominación a los premios Grammy Latinos en la categoría de Mejor Disco de Tango, por su producción titulada Yo seré el amor.
En 2009, la Legislatura porteña lo distinguió como "Personalidad Destacada de la Cultura" de la Ciudad de Buenos Aires en una ceremonia especial. En 2011, su trayectoria fue homenajeada con la instalación de un baldosón conmemorativo de 2 por 1,20 metros en la vereda de la avenida Callao 1124, grabado con la letra del tango "Mi Buenos Aires querida", una composición suya.
En 2012, su álbum Más atorrante que nunca alcanzó el estatus de Disco de Oro. En 2017, su espectáculo Tango y Chamuyo le hizo acreedor al Premio Estrella de Mar de Oro en Mar del Plata. Ese mismo año, durante la ceremonia de los Premios Gardel, le otorgaron una placa homenaje por su trayectoria, con una presentación especial de los éxitos del cantante interpretados por Palito Ortega, Juanchi Baleirón y Miranda!

## Discografía
- Cacho Castaña (1972) Polydor
  1. El Italiano
  2. El Mundo Que Inventamos (2:45)
  3. Revolviendo Cachivaches
  4. Que Sea Real
  5. Un Arlequín Está Llorando
  6. Ay, Me Gusta, Me Gusta (2:45)
  7. Vieja Contame Un Cuento (2:30)
  8. Sabes Lo Que Me Está Pasando (2:35)
  9. Él o Yo (4:03)
  10. Son Las Once Y No Has Venido (3:54)
  11. Y Hoy No Me Llama (2:45)
  12. Un Niño Está Esperando

- Cacho Castaña (conocido como "Cara de tramposo") (1975) Polydor (36:58)
  1. Cara De Tramposo (2:45)
  2. Café La Humedad (3:28)
  3. Yo Vendré Por Ti (2:57)
  4. Vení, Mi Amor, Te Quiero Convencer (3:04)
  5. Canciones Son Canciones (2:35)
  6. A Bs As Se Le Perdió Un Violín (2:42)
  7. Quieren Matar Al Ladrón (3:00)
  8. Tenes A Bs As En Los Ojos (3:23)
  9. Si Te Agarro Con Otro Te Mato (2:42)
  10. 4000 Amaneceres (3:05)
  11. Súbete A Mi Coche (3:07)
  12. El Mundo De La Fantasía (3:10)

- La historia del ladrón (1976) Polydor (31:17)
  1. Atraparon al Ladrón (2:02)
  2. Se Va, Qué Sola Se Va (3:09)
  3. Fotos De Colores (2:23)
  4. Yo Quiero Ser Brujo (2:04)
  5. Soy Un Pasajero De La Noche (2:37)
  6. No Sé Que Hacer Con Mi Libertad (2:10)
  7. El Hijo Del Ladrón (2:13)
  8. Vengo A Verte Pasar (2:25)
  9. Che, Invítame A Comer (2:25)
  10. Sé Que Volverás Con El Invierno (2:59)
  11. ¿Sabes Una Cosa? (Las Manos Llenas De Pájaros) (4:00)
  12. Quieren Matar Al Ladrón (3:00)

- Quiero un pueblo que baile (1977) Polydor (36:49)
  1. Quiero Un Pueblo Que Baile (2:17)
  2. La Última Canción De Moda (3:13)
  3. Y Yo Seré El Amor (2:35)
  4. Y Hoy No Me Llama (2:58)
  5. Soy Una Barca Perdida (2:46)
  6. Una Paloma Sin Dueño (2:40)
  7. La Vendedora De Fantasías (2:45)
  8. Balada Para Una Vendette (3:55)
  9. Ésta Noche Es Siempre (2:45)
  10. A Dónde Vas... De Quién Serás? (4:20)
  11. Yo Tengo Tu Inocencia (3:12)
  12. Y Tu Me Aplaudes (3:23)

- Para Vivir Un Gran Amor (1978) Microfón (33:55)
  1. Para Vivir Un Gran Amor (4:01)
  2. Atrapada Por Mi Amor (3:07)
  3. A Dónde Vas, Quédate En Buenos Aires (4:12)
  4. Un Divagante, Un Aventurero (2:05)
  5. Un Insolente Cantor (3:44)
  6. Los Buenos Autos, La Buena Ropa y Las Malas Mujeres (3:17)
  7. Últimamente No Pasa Nada (2:57)
  8. Mírame Las Manos (3:44)
  9. Te Acordas Que Fuiste Mía (2:48)
  10. ¡Vamos A Vivir... Amiga Mía! (4:00)

- Lo llaman el matador (1979) Microfón (duración 35:45)
  1. Lo Llaman El Matador (3:02)
  2. Mírame Las Manos (3:44)
  3. Siempre Me Pasa Lo Mismo (3:41)
  4. Un Insolente Cantor (3:44)
  5. Las Cosas Más Sencillas Del Amor (4:23)
  6. Mi Dulce Aventura (3:26)
  7. Yo soy hijo de italianos (3:33)
  8. ¡Vamos A Vivir... Amiga Mía! (4:00)
  9. Un Divagante, Un Aventurero (2:05)
  10. Para Vivir Un Gran Amor (4:01)

- Definitivamente (1981) CBS (Duración 40:48)
  1. Para Mi Que Son Mentiras (2:30)
  2. Quien Es El Bandido? (2:41)
  3. Por Vivir Así (3:30)
  4. Amantes Como Yo (4:03)
  5. Pueblo, Tu Nombre Es Argentina (2:44)
  6. Vamos A La Calle (2:27)
  7. La Gente Esta Diciendo (2:26)
  8. Corazón De Maniquí (2:59)
  9. Serenatas... A Quien? (3:14)
  10. La Mesa De La Casa De Mis Viejos (4:19)
  11. Si Me Permite, La Voy a Llamar (Simple Versión) (1:51)
  12. Yo Soy Casado (Simple Versión) (2:54)
  13. Son La Seis De La Mañana (Simple Versión) (2:47)
  14. Párate y Tomate Un Mate (Simple Versión) (2.17)

- Estoy Cambiando (1983) RCA (Duración 40:15)
  1. Vístete (3:57)
  2. Tengo La Piel Vacante (4:03)
  3. Tramposa y Mentirosa (3:06)
  4. El Amor No Tiene Tiempo Ni Edad (3:39)
  5. La Vida Es Bonita (3:59)
  6. Las Ojeras De Mis Amantes (3:39)
  7. Se Titula Soledad (4:25)
  8. Dice Que Soy Un León (2:42)
  9. Aunque No Estés Conmigo (2:58)
  10. Amor.. Para Hablar De Amor (4:12)
  11. De Repente Sola (Bonus Track) (3:31)

- Mujeres... Mujeres (1984) Tonodisc (33:08)
  1. Qué Tal Te Va (3:40)
  2. A Veces El Amor (3:00)
  3. Recuerdos De Milonga (2:20)
  4. Amantes y suicidas (2:57)
  5. Café La Humedad (4:15)
  6. Señora, si usted supiera (2:39)
  7. Las mujeres con pasado (2:56)
  8. Píntate (3:30)
  9. Amante por amante (3:20)
  10. A veces la ternura (3:31)

- Escándalo (reeditado como "Todavía puedo") (1985) Music Hall (Duración 35:31)
  1. Noche De Brujerías (3:32)
  2. Y Con Quién Estás? (4:17)
  3. Tramposa Mentirosa (3:10)
  4. Por Un Amor Así (4:11)
  5. Todavía Puedo (2:57)
  6. Nuestro Escándalo (3:52)
  7. Fiebre De Verano (2:58)
  8. Traficante De Ilusiones (3:46)
  9. Yo Soy Brujo (2:59)
  10. Zapatos De Charol (3:45)

- El regreso del ladrón (1987) Polygram
  1. El Regreso Del Ladrón
  2. Canciones Son Canciones
  3. Con La Manta En El Piso
  4. Si Queremos Podemos
  5. Tenes a Buenos Aires En Los Ojos
  6. Trampa y Juego
  7. Quieren Matar Al Ladrón
  8. Me Saque Una Vuelta
  9. Sabes Una Cosa
  10. Es Por Ella y Por El
  11. Son Las Once y No Has Venido
  12. Ay Me Gusta, Me Gusta

- Para sacar las castañas del fuego (1988)
  1. Septiembre Del 88
  2. Vida De Artista (3:17)
  3. La Noche Que No Me Quieras (3:20)
  4. Y Si Te Gusta A Ti (2:52)
  5. La Novia Del Viajante (3:19)
  6. La Reina De La Bailanta (3:20)
  7. Bombo, Caudillo Y Pueblo (2:35)
  8. Yo...Si Vuelvo A Nacer (3:29)
  9. Era Verdad (2:55)
  10. Que Tango Hay Que Cantar (3:11)

- La vuelta del matador (1991)
  1. La vuelta del Matador (3:01)
  2. Señora si usted supiera (2:53)
  3. Canciones son canciones (2:27)
  4. Mi viejo el italiano (3:08)
  5. Café La Humedad
  6. Si te agarro con otro te mato (2:45)
  7. Quiero un pueblo que baile (2:15)
  8. Cara de tramposo (2:14)
  9. Quieren matar al ladrón (2:50)
  10. Para vivir un gran amor (4:03)

- Soy un tango (1994) Epsa Music (43:37)
  1. Garganta Con Arena (3:21)
  2. Ojala Que No Puedas (4:13)
  3. Soy Un Tango Así (3:36)
  4. Tenes Servido El Té (3:31)
  5. Me Saqué Una Vuelta (3:32)
  6. Voy Camino a Los 50 (3:47)
  7. Café La Humedad (3:52)
  8. Todavía Puedo (3:11)
  9. Que Tango Hay Que Cantar (4:16)
  10. Adonde Vas? Quédate en Buenos Aires (4:03)
  11. Promesas De Amor (3:16)
  12. Zapatos De Charol (2:53)

- Cacho de Buenos Aires (1998) Epsa Music (41:05)
  1. Cacho De Buenos Aires (2:25)
  2. Tita De Buenos Aires (3:18)
  3. La Cumparsita (2:48)
  4. La Ultima Curda (3:15)
  5. Tango Triste (3:18)
  6. Garúa (3:09)
  7. Entre Curdas (3:17)
  8. Que Solo Estoy (3:25)
  9. Ojeras De Buenos Aires (3:26)
  10. Responso (4:52)
  11. Garganta Con Arena (3:09)
  12. Septiembre De 88 (4:06)

- Buenos Aires lado B (2001) Epsa Music 
  - Primera versión (48:08)
    1. Buenos Aires Lado B  (3:27)
    2. El Vendedor De Fantasías (3:09)
    3. Café La Humedad (3:50)
    4. Una Silla De Cada Color (3:15)
    5. Tus Ojos Lejanos (3:48)
    6. Vos Que Sabes (2:46)
    7. Tenes A Buenos Aires En Los Ojos (3:53)
    8. El Fantasma De Gardel (1:46)
    9. Sabes Una Cosa (3:38)
    10. Memoriza Una Vieja Canción (3:51)
    11. El Amor Que Nunca Muere (3:09)
    12. Con La Manta En El Piso (2:44)
    13. Septiembre Del 88 (4:06)
    14. Bonus Track: El Vendedor De Fantasías (4:46)

  - Segunda Versión (44:07) 
    1. Buenos Aires Lado B  (3:27)
    2. El Vendedor De Fantasías (3:09)
    3. Muchacha Ojos De Papel (3:55)
    4. Una Silla De Cada Color (3:15)
    5. Tus Ojos Lejanos (3:48)
    6. Vos Que Sabes (2:46)
    7. Tenes A Buenos Aires En Los Ojos (3:53)
    8. El Fantasma De Gardel (1:46)
    9. Sabes Una Cosa (3:38)
    10. Memoriza Una Vieja Canción (3:51)
    11. El Amor Que Nunca Muere (3:09)
    12. Con La Manta En El Piso (2:44)
    13. Bonus Track: El Vendedor De Fantasías (4:46)

- En vivo (2003) Epsa Music (59:22)
  1. Gata Varela (3:16)
  2. Soy Un Tango Así (3:29)
  3. Voy Camino a Los 50 (3:03)
  4. Que Tango Hay Que Cantar (3:52)
  5. Café La Humedad (3:44)
  6. Sabes Una Cosa (Las Manos Llenas De Pájaros) (3:10)
  7. Garganta Con Arena (con Adriana Varela) (3:09)
  8. Tita De Buenos Aires (3:18)
  9. ¿Adonde Vas? Quédate En Buenos Aires (3:58)
  10. Selección De Temas (6:10)
    1. Ay Me Gusta, Me Gusta
    2. Ojeras De Buenos Aires
    3. Traficante De Ilusiones

  11. Todavía Puedo (3:06)
  12. El Vendedor De Fantasías (3:25)
  13. Ojalá Que No Puedas (3:54)
  14. Septiembre Del 88 (4:07)
  15. Para Vivir Un Gran Amor (con Coro Kennedy) (4:12)
  16. Cacho De Buenos Aires (3:27)

- Espalda con espalda (2005) Epsa Music (41:22)
  1. Espalda Con Espalda (3:48)
  2. Mi Buenos Aires Querida (2:48)
  3. Será Será (4:25)
  4. Y Con Tu Piel Que Vas A Hacer? (3:36)
  5. Una Canción (4:32)
  6. Afiches (3:06)
  7. Naranjo En Flor (3:11)
  8. Quedémonos Aquí (3:24)
  9. Yuyo Verde (2:34)
  10. Fuimos (4:42)
  11. Traficantes De Ilusiones (2:39)
  12. Dar El Alma (3:37)

- Y ya nada fue lo mismo (2007) EMI Odeon (46:31)
  1. Me Gustan La Mujeres Con Pasado (3:33)
  2. Y Apareciste Tu (3:25)
  3. Tu, Tan Solo Tu (3:33)
  4. Chau, No Va Más (3:43)
  5. A Mi Manera (4:26)
  6. Pero Te Vas (3:45)
  7. Para Decir Adiós (4:21) (con María José Demare)
  8. Sin Ti (3:34)
  9. Al Modo Mio (3:22)
  10. Me Saque Un Vuelta (2:53)
  11. Jacinto Chiclana (3:01)
  12. Le Gustaba Jujuy (3:45) (Homenaje a Bochi Iacopetti)
  13. Por Amor a Vos (2:41) (dúo con Valeria Lynch) (Bonus Track incluido en una reedicion de 2008)

- Yo seré el Amor (en vivo, 2008) EMI Odeon (65 min.)
  1. Cacho De Buenos Aires (2:33)
  2. Todavía Puedo (3:04)
  3. Por Amor A Buenos Aires (2:53)
  4. Café La Humedad (3:42)
  5. La Gata Varela (3:17)
  6. Intro De Tita De Buenos Aires (1:20)
  7. Tita De Buenos Aires (4:00)
  8. A Mi Manera (Comme D´Habitude) (3:45)
  9. Y Apareciste Tu (2:59)
  10. Y Yo Seré El Amor (2:37)
  11. La Vendedora De Fantasías (2:44)
  12. Intro Con La Manta En El Piso (0:19)
  13. Con La Manta En El Piso (2:49)
  14. Por Vivir Así (3:05)
  15. Garganta Con Arena (3:33) (con Adriana Varela)
  16. Intro Ojalá Que No Puedas (0:34)
  17. Ojalá Que No Puedas (4:00)
  18. Me Gustan Las Mujeres Con Pasado (3:16)
  19. Septiembre Del 88 (3:58)
  20. Naranjo En Flor (3:02)
  21. Para Vivir Un Gran Amor (2:54)
  22. La Reina De La Bailanta (3:16)
  23. Saludo Final (1:13)

- Más atorrante que nunca (2010) EMI Odeon (43:58)
  1. Para Jugar Con Este Amor (2:31)
  2. ¿Con Quien Estás? (3:48)
  3. Más Atorrante Que Nunca (2:51)
  4. Solo Eramos (3:07)
  5. La Misma Vía El Mismo Tren (2:56)
  6. Desconfío De La Vida (3.12)
  7. Lo Mejor Del Amor (3:34)
  8. Por Un Amor Así (3:21)
  9. No Soy De Aquí, Ni Soy De Allá (3:58)
  10. Mi Viejo El Italiano (2:19)
  11. Pequeña (3:06)
  12. Tinta Roja (3:16)
  13. Sur (3:06)
  14. Malena (2:45)

- Aquellos viejos amores (2013) Universal Music Argentina (35:19)
  1. Chorra (2:25) (Autor: Enrique Santos Discépolo)
  2. Un Baile A Beneficio (3:31) (Autor:Jose Alberto Fernandez)
  3. La Vieja Serenata (3:05) (Autor:Sandalio Gómez)
  4. Se Tiran Conmigo (3:15) (Autor:Luis Díaz)
  5. Bajo Un Cielo De Estrellas (2:32) (con Adriana Varela) (Autor:José María Contursi)
  6. Mano A Mano (3:12) (Autor:Celedonio Flores)
  7. Romance De Barrio (2:51) (con Adriana Varela) (Autor:Homero Manzi)
  8. El Conventillo (2:49) (Autor:Arturo De La Torre y Fernando Rolon)
  9. Nada (3:01) (Autor:Horacio Sanguinetti)
  10. Ventanita De Arrabal (2:41) (Autor:Pascual Contursi)
  11. Te Llaman Malevo (3:01) (Autor:Homero Expósito)
  12. Tiempos Viejos (2:51) (Autor:Manuel Romero)

- Vida de Artista (2016) Epsa Music (63 min.)
  1. Cacho de Buenos Aires (3:41)
  2. Traficante de Ilusiones (2:45)
  3. Voy en Camino a los 50 (3:20)
  4. Qué Tango Hay Que Cantar? (4:32)
  5. A donde Vas?, Quédate en Buenos Aires (4:02)
  6. Café la Humedad (3:52)
  7. Garganta con Arena (3:32)
  8. La Gata Varela (3:38)
  9. Sabés Una Cosa? (3:6)
  10. Quieren Matar al Ladrón (3:08)
  11. Señora, si Usted Supiera (3:04)
  12. Ojalá Que No Puedas (4:28)
  13. Espalda con Espalda (4:03)
  14. Será Será (4:27)
  15. Septiembre del 88 (4:53)
  16. La Reina de la Bailanta (4:26)
  17. Vida de Artista (2:32)

- En Vivo En El Gran Rex (2017) Universal Music Argentina (68 min.)
  1. La Vuelta Del Matador (3:09)
  2. Cacho De Buenos Aires (2:32)
  3. Café La Humedad (3:35)
  4. Mi Buenos Aires Querida (2:37)
  5. Tita De Buenos Aires (2:59)
  6. La Gata Varela (3:20)
  7. Garganta Con Arena (3:20) (con Adriana Varela)
  8. Naranjo En Flor (3:03) (con Adriana Varela)
  9. Bajo Un Cielo De Estrellas (2:40) (con Adriana Varela)
  10. Romance De Barrio (2.51) (con Adriana Varela)
  11. El Morocho y El Oriental (2:36) (con Adriana Varela)
  12. Malena (2:11) (con Adriana Varela)
  13. Más Atorrante Que Nunca (2:31)
  14. Un Muchacho Como Yo (1:50) (con Palito Ortega)
  15. Lo Mismo Que a Usted (2:04) (con Palito Ortega)
  16. Cara De Tramposo (2:29)
  17. Sabor A Nada (2:44) (con Palito Ortega)
  18. La Felicidad (2:25) (con Palito Ortega)
  19. Ojalá Que No Puedas (3:27)
  20. Septiembre Del 88 (3:55)
  21. La Reina De La Bailanta (4:23)
  22. Adiós Nonino (4:36) (instrumental)
  23. Nocturna (3:23) (instrumental)

- Cacho y sus Amigos: Concierto Inolvidable (2017) Universal Music Argentina (62 min.)
  1. Cacho de Buenos Aires (3:41)
  2. Todavía Puedo (3:14)
  3. Que Tango Hay Que Cantar (3:49) (con Raúl Lavié)
  4. Tita de Buenos Aires (3:30) (con Marcela Morelo)
  5. Café la Humedad (3:37) (con Alejandro Lerner)
  6. Y Apareciste Tu (3:22) (con Tini Stoessel)
  7. La Gata Varela (3:43)
  8. Garganta con Arena (3:45) (con Adriana Varela)
  9. Ojeras de Buenos Aires (3:14)
  10. Tinta Roja (3:30)
  11. Sabor a Nada (3:50) (con Palito Ortega)
  12. Para Vivir un Gran Amor (3:25) (con Sandra Mihanovich)
  13. La Reina de la Bailanta (3:31) (con Daniel Agostini, Ariel Pucheta, Gladys Quiroz y Roció Quiroz)
  14. Ojala Que No Puedas (4:08) (con Valeria Lynch)
  15. A Mi Manera (4:32)
  16. Septiembre del 88 (4:33)
  17. La Reina de la Bailanta (3:43) (con Raúl Lavié, Marcela Morelo, Alejandro Lerner, Tini Stoessel, Adriana Varela, Palito Ortega, Sandra Mihanovic, Daniel Agostini, Ariel Pucheta, Gladys Quiroz y Roció Quiroz y Valeria Lynch)

- Distinto (2018)
  1. La Balada del Diablo y la Muerte (4:25)
  2. Qué Será de Ti (3:14)
  3. No Soy un Extraño (3:13)
  4. Imágenes Paganas (3:37)
  5. Un Vestido y un Amor (3:34)
  6. No Hago Otra Cosa Que Pensar En Ti (3:34)
  7. Solo se Trata de Vivir (3:18)
  8. Un Beso y Una Flor (3:52)
  9. Seminare (3:20)
  10. El Prisionero (3:53)

### Recopilaciones
- Los grandes éxitos de Cacho Castaña (1980)
- Románticos (1982) Polydor
- Los Grandes Éxitos de Cacho Castaña (2000)
- Más allá de la leyenda (2000)
- Café la Humedad (2003)
- Septiembre del 88 (2003)
- Los esenciales (2004)
- Tango (2005) Epsa Music s.a. (53:25)
- y artistas invitados (2005)
- 15 Grandes Éxitos (2007)
- De colección (CD + DVD, 2008)
- Los elegidos (2009)
- Cacho Castaña For Everyone (2011)
- Deluxe (2 CD, 2011)
- Café la Humedad (reedición) (2012)
- Septiembre del 88 (reedición) (2012)
- y artistas invitados (reedición) (2012)
- Grandes Éxitos (2013)
- Sus Mejores Canciones (2014)
- Grandes Éxitos (2014)
- Sus Mejores Canciones (2016)
- Esenciales (reedición) (2019)

### Singles
- Yo soy casado / Si me permite voy a llamarla mamita (1970) CBS
- Parate y tomate un mate / Son las seis de la mañana ( 1970) CBS
- Me gusta me gusta / Son las once y no has venido (1971) PHILIPS
- Dame dame / Sabes lo que me está pasando (1971) PHILIPS
- El italiano / No sabes lo que te estas perdiendo (1971) PHILIPS
- Vieja contame un cuento /  (1971) PHILIPS EP VARIADO
- Sabes lo que me está pasando /  Y hoy no me llama (1971) PHILIPS EP VARIADO
- Café "La Humedad" / 4000 amaneceres (1973) PHILIPS
- Tu quieres yo quiero / Nos dijimos tantas cosas (1973) POLYDOR
- Mi amor seguí bailando / Desde el balcón de mi casa (1974) POLYDOR
- Canciones son canciones / El mundo de la fantasía (1974) POLYDOR
- Quieren matar al ladrón / Tenés a Buenos Aires en los ojos (1975) POLYDOR
- Cara de tramposo ojos de atorrante  / Yo vendré por ti (1977) POLYDOR
- Si te agarro con otro te mato /A Buenos Aires se le perdió un violín (1975) POLYDOR
- Atraparon al ladrón / Yo quiero ser un brujo (1976) POLYDOR
- Sabes una cosa / Fotos de colores (1977) POLYDOR
- Quiero un pueblo que baile / La última canción de moda (1977)POLYDOR
- La vendedora de fantasías / Balada para una vedette (1977) POLYDOR
- Y yo seré el amor / Esta noche es siempre (1978) POLYDOR
- Vamos a vivir amiga mia / Atrapada por mi amor (1978) MICROFON
- Para Vivir un Gran Amor / Te acordás que fuiste mía (1978) MICROFON
- Últimamente no pasa nada / Un insolente cantor (1979) MICROFON
- Yo soy hijo de italianos / Siempre me pasa lo mismo (1979) MICROFON
- Lo llaman el matador / Mi dulce aventurera (1979) MICROFON
- Un divagante, un aventurero / Los buenos autos, la buena ropa y las malas mujeres (1979) MICROFON
- Para vivir un gran amor / Un divagante un aventurero (1979) BRASIL EN PORTUGUES
- A donde vas Martin? / Mirame las manos (1980) MICROFON
- Yo me hacía el distraído / Para mi que son mentiras (1980) MICROFON
- Para mi que son mentiras / Pueblo tu nombre es Argentina (1981)  CBS
- Oe oe las Malvinas son nuestras / Vamos a la calle (1982) INTERDISC
- Al flaco lo queremos  (1982)
- La vida es bonita / Dice que soy un león (1983) RCA
- De repente sola / Tengo la piel vacante (1983) RCA
- Que tal te va? / Recuerdos de la milonga (1984) TONODISC
- El regreso del ladrón / Sabes una cosa? (1987) PHILIPS
- Me Gustan Las Mujeres Con Pasado (2007) EMI
- Por Amor a Vos (Dúo con Valeria Lynch) (2008) EMI
- Cacho De Buenos Aires (con La Beriso) (2017)
- El Último Rey (dedicado a Palito Ortega) (2018) Universal Music Argentina

### Videos
- Vida de artista (DVD, 2006)
- Yo seré el amor (DVD, 2008)
- Vivo (DVD, 2017)
- Concierto inolvidable Sinfónico (DVD, 2017)
- La Beriso y Cacho Castaña - Cacho de Buenos Aires (sept. 2017)

## Filmografía

### Como actor
- El mundo es de los jóvenes (1970)
- El cabo Tijereta (1973)
- Los éxitos del amor (1979)
- La carpa del amor (1979)
- La playa del amor (1980)
- La discoteca del amor (1980)
- Ritmo, amor y primavera (1981)
- Abierto día y noche (1981)
- Felicidades (2000)
- Traficante de ilusiones: Cacho Castaña (2003)
- Odisea de un viento de cambio (2006)

## Música
- Los hijos de López (1980)
- El cabo Tijereta (1973)

Temas musicales
- La discoteca del amor (1980)
- El mundo que inventamos (1973)

## Televisión
- Poliladron (1995)
- Resistiré (2003)
- Los Roldán (2004)
- Por amor a vos (2008)
- Dulce amor (2012)
- Buenos Muchachos (2013)
- Tu cara me suena (2013/14)
- Amar después de amar (2017)

### Como compositor
- El mundo que inventamos (1973)
- El cabo Tijereta (1973)
- Los hijos de López (1980)
- La discoteca del amor (1980)

## Premios y nominaciones

### Premios Carlos Gardel
| Año  | Categoría                                | Trabajo nominado        | Resultado | Ref.   |
| ---- | ---------------------------------------- | ----------------------- | --------- | ------ |
| 2008 | Mejor artista/grupo adulto contemporáneo | Y ya nada fue lo mismo  | Ganador   | [ 9 ]  |
| 2009 | Mejor artista/grupo adulto contemporáneo | Yo seré el amor         | Ganador   | [ 10 ] |
| 2009 | Premio Gardel a la trayectoria           |                         |           | [ 10 ] |
| 2011 | Mejor artista/grupo adulto contemporáneo | Más atorrante que nunca | Nominado  | [ 11 ] |